# Homoneura curta
Homoneura curta är en tvåvingeart som beskrevs av Malloch 1929. Homoneura curta ingår i släktet Homoneura och familjen lövflugor.
Artens utbredningsområde är Sri Lanka. Inga underarter finns listade i Catalogue of Life.